# Ll
Ll/Ỻ/ll/ỻは、いくつかの自然言語で見られる二重音字である。

## スペイン語
スペイン語では、⟨ll⟩ は1754年から2010年まで硬口蓋側面調音子音音素を表わすものとしてスペイン語アルファベットの14番目の文字であった（王立スペイン語アカデミーによって定義される）。
- この単一の字母はelle（エリェ）と呼ばれたが、/l/ 音を失って、「エイェ」となることが多かった。
- 1803年からスペイン語アカデミー協会（英語版）の第10回会議で標準ラテンアルファベット称号規則が採用された1994年4月まで、この字母は別の字母として ⟨l⟩ の後ろに別の項目として照合(en:collation)されていた。それ以後は、二重音字 ⟨ll⟩ は2文字の配列と見なされている[2]（同様の状況がスペイン語の二重音字chでも起こった）。
- 過剰修正によって、オランダ語のIJと同様に、単一字母として ⟨ll⟩ を誤って大文字にする者もいた（例えばLlosaではなく *LLosa と書いてしまう）。手書きでは、⟨Ll⟩ は2つの ⟨l⟩ の合字として書かれ、はっきり異なる大文字と小文字を持つ。
- 今日、スペイン国外のほとんどのスペイン語話者は、⟨y⟩ と実質的に同じ音で ⟨ll⟩ を発音する。この現象はジェイスモ（yeísmo）と呼ばれる。アメリカ州のスペイン語圏の大半とスペインの多くの地域では、⟨ll⟩ は /ʝ/（有声硬口蓋摩擦音）になる。コロンビア（英語版）や、メキシコのタバスコ州の話者、そしてアルゼンチンおよびウルグアイのリオプラテンセ話者は、llを /ʒ/（有声後部歯茎摩擦音）または /ʃ/（無声後部歯茎摩擦音）と発音する。
- アンダルシア全土ではジェイスモで発音するというイメージがあるが、セビリア近郊、ウエルバ北部、マラガ県ロンダ山脈周辺では本来の発音を維持する地区が残る。カタルーニャ語圏とバスク語圏は本来の発音が強く維持されている。

## ガリシア語
公式なガリシア語の綴りでは、⟨ll⟩ の組み合わせは音素 /ʎ/（硬口蓋側面接近音; /l/ の硬口蓋変種）を表わす。

## カタルーニャ語

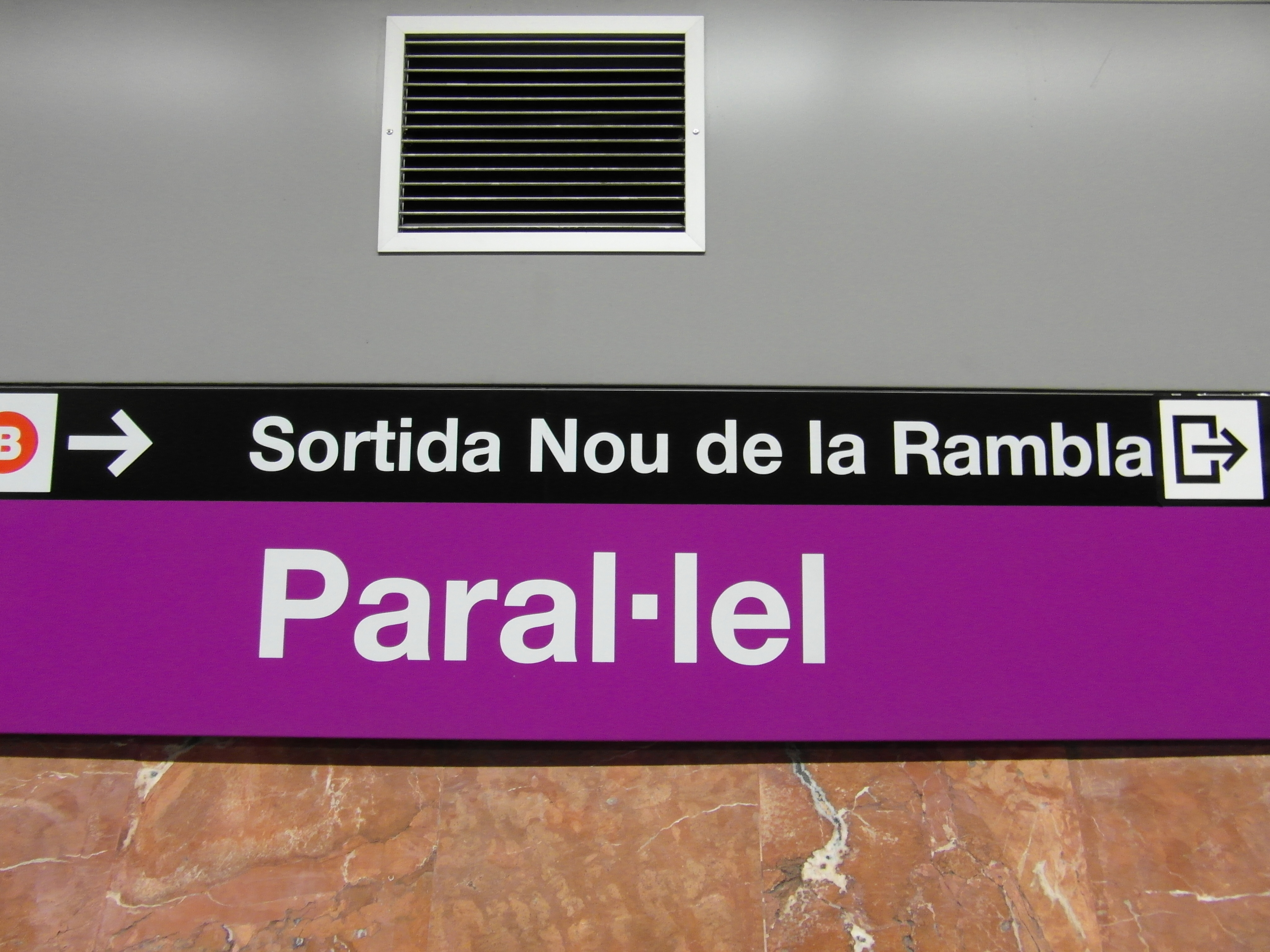
カタルーニャ語で使われる合字 ŀl。バルセロナ地下鉄の案内板。

カタルーニャ語では、⟨ll⟩ は音素 /ʎ/ を表わす。例えば、llengua（言語、舌）、enllaç（つながり）、coltell（ナイフ）で使われる。

### 中黒付きのL
⟨ll⟩ /ʎ/ と長子音化した ⟨l⟩ /ll/ を混同しないために、カタルーニャ語では中黒（カタルーニャ語: punt volat）付きの ⟨l⟩（二重音字 ⟨ŀl⟩）を使用する（例えば exceŀlent）。この二重音字の1文字目 ⟨Ŀ⟩ と ⟨ŀ⟩ は、それぞれラテン文字拡張A UnicodeブロックのU+013F（大文字）とU+140（小文字）にそれぞれ収録されている。
カタルーニャ語の活版印刷では、⟨l·l⟩ はスペース3つ分ではなく、2つ分を占めることが意図される。そのため中黒は2つの ⟨l⟩ の間の狭い空間に配置される。しかしながら、スペース3つ分を使って ⟨L·L⟩ と ⟨l·l⟩ を書くのが一般的である。⟨L.L⟩ と ⟨l.l⟩ といった表記が見られることもあるが、不正確である。

## ウェールズ語

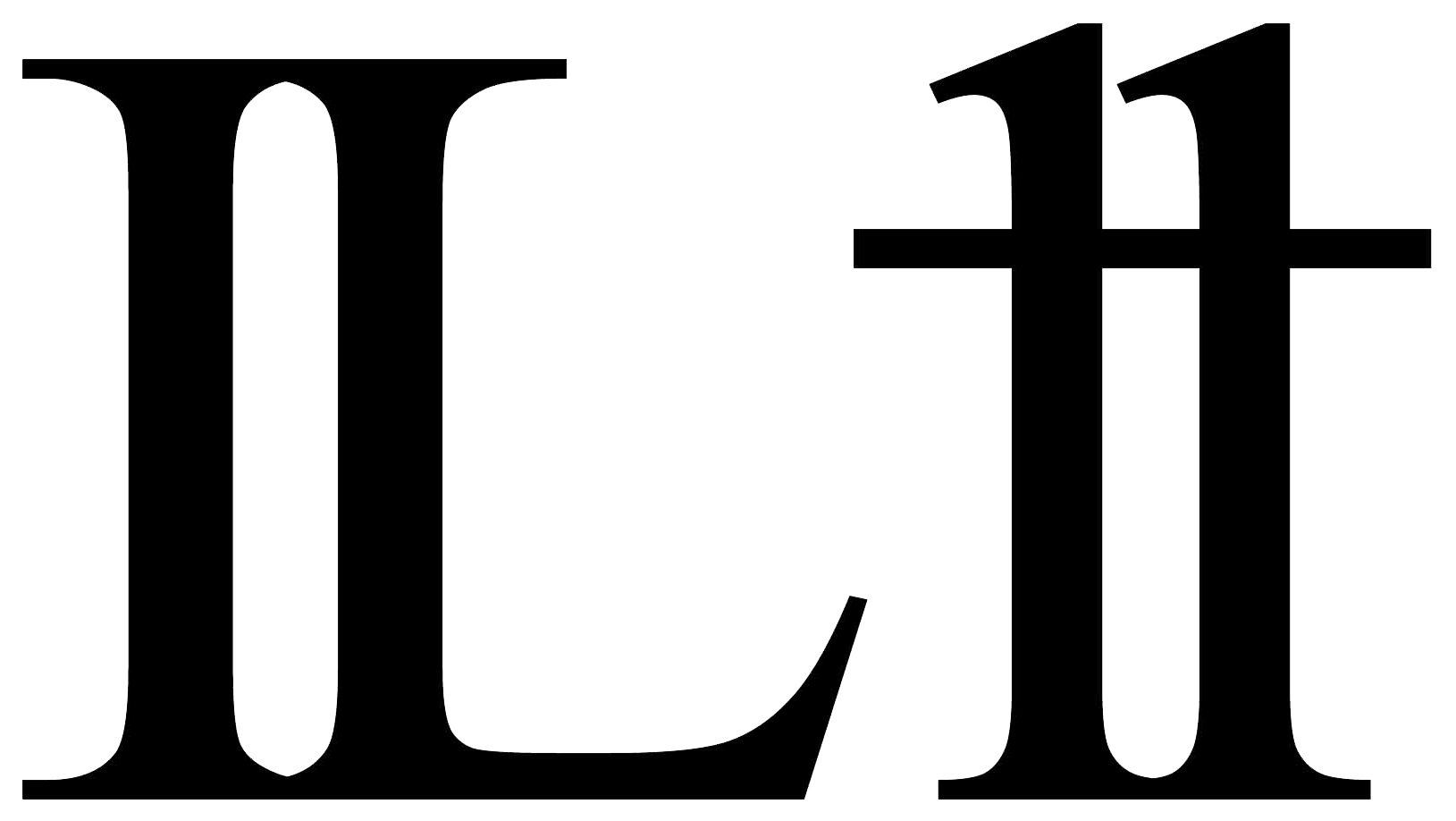
中期ウェールズ語の合字LL。
Unicode: U+1EFAおよびU+1EFB。

ウェールズ語では、⟨ll⟩ は無声歯茎側面摩擦音（IPA: /ɬ/）を表わす。この音はウェールズの地名でよく見られる（単語Llanが教会を意味するため）。例えば、Llanelliでは2回、Llanfairpwllgwyngyllでは3回現われる。
ウェールズ語では、⟨ll⟩ は ⟨l⟩  とは別の二重音字である（例えば、lwcはllawより前に整理される）。現代ウェールズ語では、この二重音字やその他の二重音字は2つの記号を使って書かれるが、1文字と勘定される。中期ウェールズ語では、タイ付きの合字を使って書かれた。この合字はラテン文字拡張追加UnicodeブロックのU+1EFA（大文字）とU+1EFB（小文字）に収録されており、それぞれỺおよびỻと表示される。この合字は現代ウェールズ語ではめったに使われないが、相当する合字が現代のフォントに含まれているかもしれない（例えば2020年にウェールズ政府によって委託された3つのフォント）。

## 英語
英語では、⟨ll⟩ は単一の⟨l⟩ と同じ音 /l/ を現わすことが多い。文字の重ねは、先行する母音が（歴史的に）短いこと、または "l" 音が単一の ⟨l⟩が（語源的に）与えるよりも長いことを示すために使われる。⟨l⟩ と ⟨ll⟩ を異なる単語で使用していることは注目に値する: 例えば、「travel」の過去形はイギリス英語では「travelled」と綴られるが、アメリカ英語では「traveled」と綴られる。

## フィリピン語
タガログ語やイロカノ語のようなフィリピン語はスペイン語からの借用語を綴る際に ⟨ly⟩ または ⟨li⟩ と書くが、固有名詞では ⟨ll⟩ がまだ生き残っている。しかしながら、⟨ll⟩ の発音は [ʎ] ではなく単に [lj] である。したがって、Llamzon、Llamas、Padilla、Villanuevaのような姓はそれぞれ [ljɐmˈzon]/[ljɐmˈson]、[ˈljɐmas]、[pɐˈdɪːlja]、[ˌbɪːljanuˈwɛːba]/[ˌvɪːljanuˈwɛːva] と発音される。
そのうえ、イロカノ語では ⟨ll⟩ は長子音の歯茎側面接近音 /lː/ を表わす（イタリア語と同様）。

## アルバニア語
アルバニア語では、⟨L⟩ は音 /l/ を表わすのに対して、⟨Ll⟩ は軟口蓋化した音 /ɫ/ と発音される。

## アイスランド語
アイスランド語では、⟨ll⟩ は、文脈に依存して、音の組み合わせ [tɬ]（無声歯茎側面破擦音に似る）または [tl] のいずれかを表わす。この綴りは、単語 fell（伐採する、小さな山）、fjall（山）、jökull（氷河、氷帽）、その結果として多くの地理的特徴の名称で見られる（エイヤフィヤトラヨークトルなど）。

### 壊れたL
古アイスランド語では、合字の壊れたLがvꜹꝇum（畑）やoꝇo（全て）といった一部の例で見られる。上半分が左にずれた小文字の ⟨l⟩ の形状を取り、下半分とは細い水平の短い線でつながっている。この合字はラテン文字拡張D UnicodeブロックのU+A746（大文字）およびU+A747（小文字）に収録されており、それぞれꝆおよびꝇと表示される。

## その他
北京官話の国語ローマ字では、末尾の ⟨-ll⟩ は /ɻ/ における音節末での下降調を示す。それ以外では ⟨-l⟩ と綴られる。
中央アラスカ・ユピック語とグリーンランド語では、⟨ll⟩ は /ɬː/ を表わす。
ハイダ語（のブリングハースト正書法）では、⟨ll⟩ は声門化した /ˀl/ である。